# سیارک ۱۱۴۲۹
سیارک ۱۱۴۲۹ (به انگلیسی: 11429 Demodokus، نامگذاری:4655P-L) یازده هزار و چهارصد و بیست و نهمین سیارک کشف شده‌است که در ۲۴ سپتامبر ۱۹۶۰ کشف شد.
قدر مطلق سیارک برابر ۱۰٫۱۰ است.